# Колутон (станция)
Колуто́н (каз. Қалқұтан) — станция и населённый пункт в Астраханском районе Акмолинской области Казахстана. Административный центр Колутонского сельского округа. Код КАТО — 113656100.

## География
Станция расположена в северо-западной части района, на расстоянии примерно 35 километров (по прямой) к северо-западу от административного центра района — села Астраханка.
Абсолютная высота — 286 метров над уровнем моря.
Климат холодно-умеренный, с хорошей влажностью. Среднегодовая температура воздуха положительная и составляет около +4,1°С. Среднемесячная температура воздуха в июле достигает +20,5°С. Среднемесячная температура января составляет около -14,6°С. Среднегодовое количество осадков составляет около 400 мм. Основная часть осадков выпадает в период с июня по июль.
Ближайшие населённые пункты: сёла Енбек, Старый Колутон — на северо-востоке, село Бирлик — на юго-востоке.
Проходит Южно-Сибирская железнодорожная магистраль.

## История
Станция образовалась в 1943 году на железнодорожной линии Акмолинск — Карталы.
До 1995 года — посёлок городского типа.

## Население
В 1989 году население станции составляло 1780 человек.
В 1999 году население станции составляло 1349 человек (646 мужчин и 703 женщины). По данным переписи 2009 года, в населённом пункте проживали 1043 человека (517 мужчин и 526 женщин). 
| Численность населения | Численность населения | Численность населения |
| 1989                  | 1999                  | 2009                  |
| --------------------- | --------------------- | --------------------- |
| 1780                  | ↘1349                 | ↘1043                 |

## Известные уроженцы станции Колутон
- Ерлан Мэлсулы Сулеймен[каз.] — доцент кафедры химии Евразийского национального университета имени Л. Н. Гумилёва, кандидат химических наук, директор института прикладной химии.

## Улицы[6]
- ул. Вокзальная
- ул. Железнодорожная
- ул. Илияса Есенберлина
- ул. Карагандинская
- ул. Кенесары
- ул. Линейная
- ул. Мира
- ул. Сакена Сейфуллина